# Antonín Horsák
Antonín Horsák, též Antoš Horsák (10. června 1891 Kunovice – 15. prosince 1971) byl český (moravský) překladatel ze slovinštiny, amatérský archeolog, protinacistický a protikomunistický odbojář, povoláním pracovník ČSD.

## Život
Narodil se v Kunovicích, v rodině – podsedníka Jana Horsáka a jeho manželky Anny, rozené Tvrdoňové. Měl pět sourozenců, jeho starší bratr František Horsák se stal knězem. Po maturitě na gymnáziu v Uherském Hradišti začal studovat na teologické fakultě v Olomouci, kde se kromě teologie věnoval i studiu slovanských jazyků. Jeho studia přerušila první světové války, během které byl jako voják nasazen v Polsku a v Itálii. V armádě zůstal do roku 1919, kdy byl při bojích u Těšína v tzv. sedmidenní válce zraněn.
V roce 1919 nastoupil k ČSD a stal se výpravčím ve Starém Městě. U železnice pracoval až do svého zatčení v roce 1949.

### Protektorát
Poté, co státy Osy napadly Jugoslávii (1941), byl zatčen a vyslýchán gestapem. Byl obviněn z pronesení řeči na oslavu krále Petra II. a z dodávání zpráv do ciziny, po výslechu ale byl propuštěn. V roce 1944 se spojil se dvěma parašutisty výsadkové skupiny Carbon, kterým dodával zprávy dodával zprávy o vojsku a typech zbraní přepravovaných po železnici. Výsadkové skupině také dodal plány větších nádraží v Čechách a na Moravě..

### Po 2. světové válce
Po osvobození Československa pracoval Antonín Horsák nadále na železnici.
Na pokyn přítele, bývalého velitele výsadku Carbon Františka Bogataje, který po ilegálním opustil Československa organizoval protikomunistický odboj, se v roce 1949 do odboje zapojil i Horsák, a zřídil mrtvou schránku. Jejím prostřednictví předal pro Bogataje čtyři až pět zpráv, ve kterých např. informoval o továrně Fatra ve Starém Městě, stejný počet zpráv také obdržel. Skupina napojená na Františka Bogataje byla pozatýkána v srpnu 1949, mezi zatčenými byl i Antonín Horsák. Soud proběhl v roce 1951, nejvyšší udělený trest bylo doživotí (Josef Bogataj, starší bratr Františka Bogataje). Antonín Horsák byl pro velezradu odsouzen k trestu odnětí svobody na 15 let. Po sedmi letech od zatčení byl podmínečně propuštěn.
Po propuštění z vězení se vrátil do Kunovic, z finančních důvodů (bylo mu 65 let) ještě vypomáhal jako kopáč při archeologických výzkumech ve Starém Městě a Derfli nyní Sady, část Uherského Hradiště. Byl pochován v Kunovicích.

## Dílo

### Archeologie a folkloristika
Antonín Horsák byl zanícený amatérský archeolog, specializující se na dějny Velké Moravy. Po první světové válce se podílel na obnovení archeologického spolku Starý Velehrad. Zúčastnil se vykopávek v okolí Uherského Hradiště, vykopávky v Derfli (dnes Sady) v době německé okupace sám financoval. Využíval své jazykové znalosti (němčina, ruština, srbochorvatština) a studoval dokumenty vztahující se k Velké Moravě v archivech ve Vídni, Salcburku a Římě. O svých nálezech publikoval v odborném tisku.
V roce 1938 dospěl k názoru, že starý Velehrad (Veligrad) se nacházel v blízkém okolí Uherského Hradiště.
Antonín Horsák se též věnoval studiu moravského folkloru.

### Knižní vydání (překlady ze slovinštiny)
Antonín Horsák překládal dílo slovinského spisovatele, kněze France Ksavera Meška (1874–1964). Knižně byly vydány tyto Horsákovy překlady Meškova díla (pod jménem Antoš Horsák):
- Matka (dramatický obraz o třech jednáních, dle Andersenovy pohádky; Uherské Hradiště, Karel Novotný 1926 a nákl. vlastním 1932)
- Náš život (Brtnice, Jos. Birnbaum, 1926)
- Mladým srdcím (Brtnice, Jos. Birnbaum, 1928)
- Obrázky (V Přerově, Knihkupectví Společenské knihtiskárny, 1933)
- Kam plujeme (Povídka; V Přerově, Knihkupectví Společenské knihtiskárny, 1934)
- Vánoční zázrak (Jindřich - malomocný rytíř, vánoční mysterium o čtyřech obrazech; V Přerově, Společenská knihtiskárna, 1934)
- Mír boží (V Přerově, Společenské podniky,	1936)
- Z mého deníku (Přerov, Společenské podniky, 1936)
- Černá smrt a jiné povídky (V Přerově, Společenské podniky, 1938)

Byl členem Moravského kola spisovatelů.

## Ocenění
Za odbojovou činnost za Protektorátu byl vyznamenán čsl. medailí Za zásluhy II. stupně.